# 8530 Korbokkur
8530 Korbokkur (1992 UK5) là một tiểu hành tinh vành đai chính được phát hiện ngày 25 tháng 10 năm 1992 bởi M. Hirasawa và S. Suzuki ở Nyukasa. Nó được đặt tên theo Korbokkur ở truyện ngụ ngôn của người Ainu.